# Рейнтке, Терри
Терри Рейнтке (нем. Terry Reintke; род. 9 мая 1987, Гельзенкирхен, Северный Рейн-Вестфалия) — германский политический деятель. Член партии «Союз 90 / Зелёные». Депутат Европейского парламента с 2014 года. Сопредседатель фракции «Зелёные — Европейский свободный альянс» (Greens/EFA) (вместе с Басом Эйкхаутом). Феминистка. В составе группы «Нарушители молчания» названа Человеком года Time (2017).

## Биография
Родилась 9 мая 1987 года в Гельзенкирхене в Рурской области в земле Северный Рейн-Вестфалия.
Изучала политологию в Институте политологии имени Отто Зура Свободного университета Берлина. Защитила диссертацию на тему «НПО, работающие на местах, и сексуализированное насилие в конфликтах на Балканах».

## Политическая карьера
В 2008—2009 годах — член исполнительного комитета «Молодых зелёных».
В 2011—2013 годах — спикер Федерации молодых европейских зелёных (FYEG). Работала помощником по правовым вопросам у депутата бундестага Германии (2011—2013) Ульриха Шнайдера.
По результатам выборов 2014 года избрана депутатом Европейского парламента. Стала самым молодым членом Европейского парламента. Боролась за права ЛГБТ и против эксплуатации европейских рабочих. Переизбрана по результатам выборов 2019 года. После выборов 2019 года была заместителем председателя фракции «Зелёные — Европейский свободный альянс» (Greens/EFA).
После отставки Ска Келлер с поста сопредседателя фракции «Зелёные — Европейский свободный альянс» (Greens/EFA), 12 октября 2022 года избрана новым сопредседателем (вместе с Филиппом Ламбертсом). Ламбертс не был переизбран в 2024 году и её сопредседателем стал Бас Эйкхаут.
Является членом Консультативного совета по совместному участию в задачах, гендерной демократии и борьбе с дискриминацией Фонда Генриха Бёлля.
В декабре 2017 года Рейнтке была упомянута в выпуске «Человек года» журнала Time в составе группы «Нарушители молчания», удостоенной награды за выступления против сексуального насилия и домогательств.

## Личная жизнь
Живёт в Брюсселе, состоит в сожительстве с Мелани Фогель.